# NGC 7225
NGC 7225 је лентикуларна галаксија у сазвежђу Јужна риба која се налази на NGC листи објеката дубоког неба.
Деклинација објекта је - 26° 8' 54" а ректасцензија 22h 13m 7,8s. Привидна величина (магнитуда) објекта NGC 7225 износи 12,3 а фотографска магнитуда 13,2. NGC 7225 је још познат и под ознакама ESO 532-33, MCG -4-52-23, AM 2210-262, IRAS 22103-2623, PGC 68311.